# Louis de Carné (fils)
Pour les articles homonymes, voir Carné.
Cet article concerne le membre de la Mission d'exploration du Mékong et du haut Song-koï (1844-1870). Pour son père (1804-1876), l'académicien, voir Louis de Carné.
Louis de Carné, né à Quimper le 16 mars 1842 et mort à Plomelin le 28 novembre 1870), est un explorateur français.

## Biographie
Il est le fils de l'homme politique et académicien Louis-Marie de Carné (1804-1876).
Nommé par son oncle, le gouverneur général de la Cochinchine Pierre-Paul de La Grandière, Louis de Carné participe en tant qu'attaché au Ministère des Affaires étrangères à la Mission d'exploration du Mékong de 1866 à 1868, sous le commandement d'Ernest Doudart de Lagrée, expédition dont il est le benjamin. Seul civil de la mission, et à l'écoute du gouverneur, il est souvent en conflit avec les autres membres de l'expédition, du fait de sa position particulière. Il est chargé de la partie descriptive du voyage et plus particulièrement des renseignements commerciaux. Gravement malade à son retour, il ne peut achever la rédaction de ses notes de voyage. Après sa mort, c'est son père qui se chargea de la préface et de la publication du livre en 1872. Cet ouvrage fut aussitôt traduit et édité en anglais.

## Publication
- Voyage en Indo-Chine et dans l'empire chinois, éd. originale, Paris, E. Dentu, 1872 ; réimpression : Genève, Olizane, 2003, 444 p.  (ISBN 2880862965).